# 4616 Batalov
4616 Batalov eller 1975 BF är en asteroid i huvudbältet som upptäcktes den 17 januari 1975 av den ryska astronomen Ljudmila Tjernych vid Krims astrofysiska observatorium på Krim. Den har fått sitt namn efter skådespelaren och regissören Alexej Batalov.
Asteroiden har en diameter på ungefär fjorton kilometer och tillhör asteroidgruppen Themis.